# I Want to Know
Albums de Adriano Celentano
Yuppi du
(1975) Disco dance
(1977)
I Want To Know est une chanson du chanteur Adriano Celentano sortie en 1976. Elle apparait en deux parties (Parte I et Partie II) au tout début et à la toute fin de l'album Svalutation, le 16e de l'artiste. Sortie en single en 1977, elle atteint, comme meilleur classement, la 4e place dans les classements français. 
Elle est signée par Adriano Celentano, Gino Santercole et Luciano Beretta et a été enregistrée aux studios Regson de Milan. 

## Contexte et signification
Le titre de l'album, Svalutation, se traduit en français par « dévaluation » et raconte la crise que connaît l'Italie après le premier choc pétrolier. Ainsi, le titre éponyme à l'album, le plus explicite, dénonce l'augmentation du prix de l'essence, la chute de la lire, les changements répétés de gouvernement (six changements de président du conseil en six ans) ou encore le déficit public. 
I Want to Know reprend ce ton cynique et critiqe la périurbanisation et la crise du logement :
« Vorrei sapere come fa la gente a concepire di poter vivere nelle case d'oggi inscatolati come le acciughe »
« Je voudrais savoir comment font les gens pour concevoir une vie dans les maisons d'aujourd'hui, mis en boîte comme des anchois »
Le second couplet répète cette critique en insistant sur la responsabilité des constructeurs de « ces horreurs » et cite les personnages du docteur Jekyll et de M. Hyde, symboles de duplicité et du tiraillement entre le bien et le mal.  